# 赤根祥道
 赤根 祥道 （あかね しょうどう、1930年 -2001年 ）は、日本の曹洞宗の禅僧、作家。

## 来歴
中国大連市に赤根祥一として生まれる。東北大学を卒業後、駒澤大学大学院博士課程で禅を学ぶ。酒井得元老師に師事し、得度して慧光祥道の名を与えられる。その後、現代禅研究所を設立。「禅は人間の本性にかかわるもの」で「生活即禅である」ととらえ、「ビジネス禅」を提唱し、主にビジネスマンのために禅を教える活動を行っている。

## 家族
ヨーガ講師で作家の赤根彰子は娘。

## 著書
禅関係のほか、ビジネスマンのための啓発書を多く執筆し、200冊近い著書を出版。主な著書に『2時間で元気が出る本　上手に生きる200のヒント』『心が晴れる禅の言葉』『鈴木正三・石田梅岩・渋沢栄一に学ぶ不易の人生法則』『男30代、今これだけはやっておけ!この“夢”があなたの器を大きくする』。